# Porphyrinia nucha
Porphyrinia nucha là một loài bướm đêm trong họ Noctuidae.